# Sex: de stand van zaken
Sex: de stand van zaken, ook wel bekend als Sex met Catherine, was een serie televisieprogramma's die in 1994 door RTL 4 op de Nederlandse televisie werd uitgezonden. Het programma dat werd gepresenteerd door Catherine Keyl onderzocht alle facetten van de seksindustrie en had ten doel het publiek op een speelse wijze, door een vertrouwd iemand, kennis te laten maken met de seksindustrie.
Elke aflevering had één thema.
In een van de afleveringen bezocht ze een seksshop en liet de kijkers kennis maken met alle aldaar verkrijgbare artikelen variërend van seksspeeltjes, lectuur en films tot lingerie. 
Daarnaast ging ze ook langs bij een vrouwvriendelijke seksshop om de kijkers het verschil te laten zien met een gewone seksshop variërend van het type hulpmiddel tot de lingerie.
Verder ging ze langs bij een sm-club en liet de kijkers onder meer kennis maken met de hulpmiddelen en een parenclub. Verder bezocht ze een bordeel en sprak daar met een aantal prostituees.
Ook sprak ze met een aantal homo's en lesbiennes en bezocht met hen een ontmoetingsplaats.
Verder konden kijkers vragen stellen die dan door een deskundige werden beantwoord.